# Fricativa lateral retrofleja

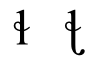
Fricativa lateral retrofleja (sonido consonántico)

La fricativa lateral retrofleja sorda es un tipo de sonido consonántico, utilizado en algunas lenguas habladas. El alfabeto fonético internacional no tiene ningún símbolo para este sonido. Sin embargo, el "cinturón" de la fricativa lateral sorda se combina con la cola de las consonancias retroflejas para crear el símbolo ⟨ꞎ⟩, utilizado por los miembros de la Asociación Fonética Internacional y en las Extensiones del Alfabeto Fonético Internacional:
En 2008, el Comité Técnico de Unicode aceptó el símbolo como U + A78E ꞎ LETRA PEQUEÑA LATINA L CON GANCHO RETROFLEJO Y CINTURÓN (HTML ꞎ), incluida en Unicode 6.0.

## Características
- Su forma de articulación es fricativa, lo que significa que se produce al dirigir el flujo de aire a través de un canal estrecho en el lugar de articulación, causando turbulencia.
- Su lugar de articulación es retroflejo, lo que prototípicamente significa que es articulado subapical (con la punta de la lengua doblada hacia arriba), pero más generalmente, significa que es postalveolar sin ser palatalizado. Es decir, además de la articulación sub-apical prototípica, el contacto de la lengua puede ser apical (puntiagudo) o laminal (plano).
- Su fonación es sorda, lo que significa que se produce sin vibraciones de las cuerdas vocales.
- Es una consonante oral, lo que significa que al aire se le permite escapar solo por la boca.
- Es una consonante lateral, lo que significa que se produce al dirigir la corriente de aire por los lados de la lengua.
- El mecanismo de la corriente de aire es pulmonar, lo que significa que se articula empujando el aire solo con los pulmones y el diafragma, como en la mayoría de los sonidos.

## Aparición en distintas lenguas
- Toda: [pʏːɭ̊˔] verano

- Datos: Q2501294